# Ален Ајверсон
Ален Езајл Ајверсон (енгл. Allen Ezail Iverson; Хемптон, 7. јун 1975) бивши је професионални амерички кошаркаш. Играо је на позицији плејмејкера, а могао је да игра и на позицији бек шутера. Изабран је као 1. пик НБА драфта 1996. године од стране Филаделфија севентисиксерса. У сезони 2000/01. одвео је Филаделфију до НБА финала и проглашен је најкориснијим играчем сезоне. Ајверсон је једанаестероструки Ол-стар. Његова регуларна сезона у каријери са просеком од 26,7 поена по утакмици заузима седмо место свих времена, а плејоф каријера са просеком од 29,7 поена по утакмици је други после Мајкла Џордана. С америчком репрезентацијом освојио је бронзану медаљу на Олимпијским играма у Атини 2004.

## Универзитет
Похађао је универзитет Џорџтаун. С њима је освојио бројна признања. Освојио је награду „Big East“ одбрамбени играч године и са репрезентацијом САД освојио је златну медаљу на Светском универзитетском првенству у кошарци у Јапану 1995. Године. Ајверсон је предводио америчку репрезентацију са 16,7 поена и 6,1 асистенција по утакмици. Универзитетску каријеру је завршио као најбољи стрелац кошаркашког тима са просеком од 23 поена по утакмици. Због породичних и финансијских проблема морао је напустити универзитет пре матуре и отићи у NBA.

## НБА каријера

### Филаделфија севентисиксерс

#### Почеци (1996—2000)
Изабран је у 1. кругу (1. укупно) НБА драфта 1996. године од стране Филаделфија севентисиксерса, а Ајверсон је имао изврсну прву сезону. Предводио је Филаделфију у поенима, асистенцијама и украденим лоптама, и тако приграбио награду за НБА рукија године. Изабран је и у прву петорку новајлија. У сезони 1998/99. Ајверсон бележи 26,8 поена по утакмици и тиме осигурава наслов најбољег стрелца лиге. Филаделфију одводи у плејоф, али без већег учинка јер губе од Индијана пејсерса у другом кругу. Следеће сезоне Ајверсон потписује уговор вредан 70.000.000 $ и добија позив на Ол-Стар утакмицу. Те исте сезоне Ајверсон бележи 28,4 поена по утакмици и поново Филаделфију одводи у плејоф. У плејофу бриљира са 26,2 поена, 4,8 асистенција, 4 скокова и 1,3 украдене лопте али и овај пута не пролазе Индијану у другом кругу. Изабран је у прву петорку сезоне.

#### Најкориснији играч сезоне 2000/01.
У сезони 2000/01 предводио је своју екипу до 10 узастопних победа у сезони и изабран је на Ол-Стар утакмицу, где је и освојио награду за најкориснијег играча утакмице. Филаделфија је остварили најбољи однос победа и пораза на истоку 56-26. Ајверсон је бележио 31,1 поена и 2,5 украдене лопте по утакмици и тако приграбио наслов за најбољег стрелца и „крадљивца“ лиге. Те исте сезоне осваја награду за најкориснијег играча сезоне и изабран је у Ол-НБА прву петорку. Предводио је Филаделфију до НБА финала против Лос Анђелес лејкерса. Упркос сјајним играма Ајверсона, Филаделфија лако губи финале од Лос Анђелес лејкерса који су били предвођени О'Нилом и Брајантом. Сезоне 2001/02. Ајверсон је имао доста проблема са повредама, али је сезону завршио са 31,4 поена. Филаделфија осигурава шесто место на истоку, али испадају већ у првом кругу плејофа од Бостона.

#### Сезоне без успеха (2003—2006)
У сезони 2002/03. Ајверсон бележи 27,6 поена и изабран је поново на НБА Ол-Стар утакмицу. Предводи Филаделфију до плејофа, али опет губе у другом кругу, овај пут од Детроит пистонса. Ајверсон је давао све од себе али никако није успео игру Филаделфије подићи на виши ниво. Сезона 2005/06. била је Ајверсону последња сезона у дресу Филаделфије. Просечно је бележио 33,7 поена по утакмици, али Филаделфија поново не успева изборити плејоф, други пут у три године. Ајверсон је неколико пута кажњен током сезоне због свог понашања. Након неколико месеци управа Филаделфије одлучила је мењати Ајверсона у Денвер нагетсе за Андреа Милера, Џоа Смита и два избора првог круга драфта.

### Денвер нагетси
Ајверсон се Денверу придружио у децембру 2006. године. Ајверсон се није уклопио у екипу. Иако је имао уз себе Кармела Ентонија, Денвер је изборио само два пута плејоф у три године и оба пута испали у првом кругу. Тренер Денвера Џорџ Карл није био задовољан игром своје екипе и није показивао никакво жаљење након мењања Ајверсона у Детроит. Убрзо су почеле гласине о мењању у Детроит и то се ускоро и догодило. Ајверсон је мењан у Детроит за Чонсија Билапса, Антонија Мекдајса и Чеика Самбу.

### Детроит пистонс
Након доласка у Денвер Ајверсон је свој стандардни број 3 заменио бројем 1. Сезона 2008/2009. није била баш сјајна за Денвер. Сезону су завршили са скором победа и пораза 39-43 па тако заузели тек осмо место на истоку. Ајверсон је био жестоко критикован као и управе Детроита због замене Чонси Билапса, јер је игра Детроита након доласка Ајверсона потпуно изгубила смисао. У плејофу Кливленд кавалирси су их уништили у четири утакмице и Детроит је испао већ у првом кругу, а седам претходних сезона су били у финалу источне конференције. Ајверсон није играо у плејофу због повреде леђа.

### Мемфис гризлиси
9. септембра 2009. Ајверсон је потписао једногодишњи уговор вредан 3.100.000 $ чиме је постао нови члан Мемфис гризлиса. 17. новембра 2009. Ајверсон је раскинуо уговор с Мемфисом. Неколико дана пре Мемфис је допустио Ајверсону да напусти клуб како би решио неке „приватне ствари“, те је њихова сарадња и дефинитивно окончана. Такође, Ајверсон се жалио и на улогу играча с клупе, будући да у три наступа за ту екипу ниједном није био члан њене стартне петорке.

### Повратак у Филаделфију
Након бројних предвиђања да одлази у пензију и да прекида своју велику каријеру, Ајверсон је то све демантовао договором услова и потписивањем уговора са тимом где је остварио највеће успехе − Филаделфијом. Потписао је негарантовани једногодишњи уговор који би требало да му донесе нешто више од 1.000.000 $ зараде. Такође треба поменути да је Ајверсон био врло близу потписа са Њујорк никсима који су у последњем тренутку одустали од те могућности.

## Европа
Дана 26. октобра 2010. Ајверсон је потписао двогодишњи уговор вредан 4.000.000 $ са Турским Бешикташом. Свој деби у дресу Бешикташа имао је 16. новембра 2010. у поразу против Хемофарма 91-94. Ајверсон је том мечу постигао 15 поена за 23 минута. У јануару 2011. вратио се у САД због повреде листа.